# Coefficient de difficulté
Le coefficient de difficulté est, dans le cyclisme, l'indice numérique catégorisant un col ou une côte.

## Utilisation

### Calcul
Pour arriver à déterminer ce coefficient, il faut multiplier le carré de la dénivellation moyenne du col par la longueur totale de ce-dernier. On obtient ainsi un chiffre qui  nous permet d'évaluer la difficulté de l'ascension. 
Par exemple, pour calculer l'indice de difficulté de l'ascension de la Planche des Belles Filles (5,50 km à 8,45 % de moyenne), le calcul est : 8,45² * 5,5 ≈ 392,7.
Donc, arrondi, l'indice de ce col est 393.

#### Cas d'utilisation
Le coefficient de difficulté est notamment utilisé dans la catégorisation des cols empruntés par le Tour de France. On retrouve ainsi cet indice, utilisé parmi d'autres facteurs (vent, qualité du revêtement, etc...), dans le schéma de classification des ascensions, défini en 5 catégories. La quatrième catégorie regroupe les cols avec un faible coefficient, tandis que les cols hors-catégories ont les indices les plus élevés (ex: col d'Izoard, avec un indice de 684).

### Cotation au carrée
La cotation au carré utilise une autre méthode mathématique : l'addition de toutes les pentes successives d'une ascension, ensuite élevées au carré.
Créée en 1984, elle permet un calcul plus précis et colle un peu plus à la réalité.

## Liens annexes
- Comment les cols du Tour de France sont-ils classés ? - Libération
- Cotation au carré